# Гредініца
Гредініца (рум. Grădiniţa) — село в Молдові в Каушенському районі. Є адміністративним центром однойменної комуни, до якої також входять села Леунтя та Валя-Верде. 
Станом на 2004 рік у селі проживало 99 українців (14%). 
| Молдова | Це незавершена стаття з географії Молдови. Ви можете допомогти проєкту, виправивши або дописавши її. |